# Cianófago

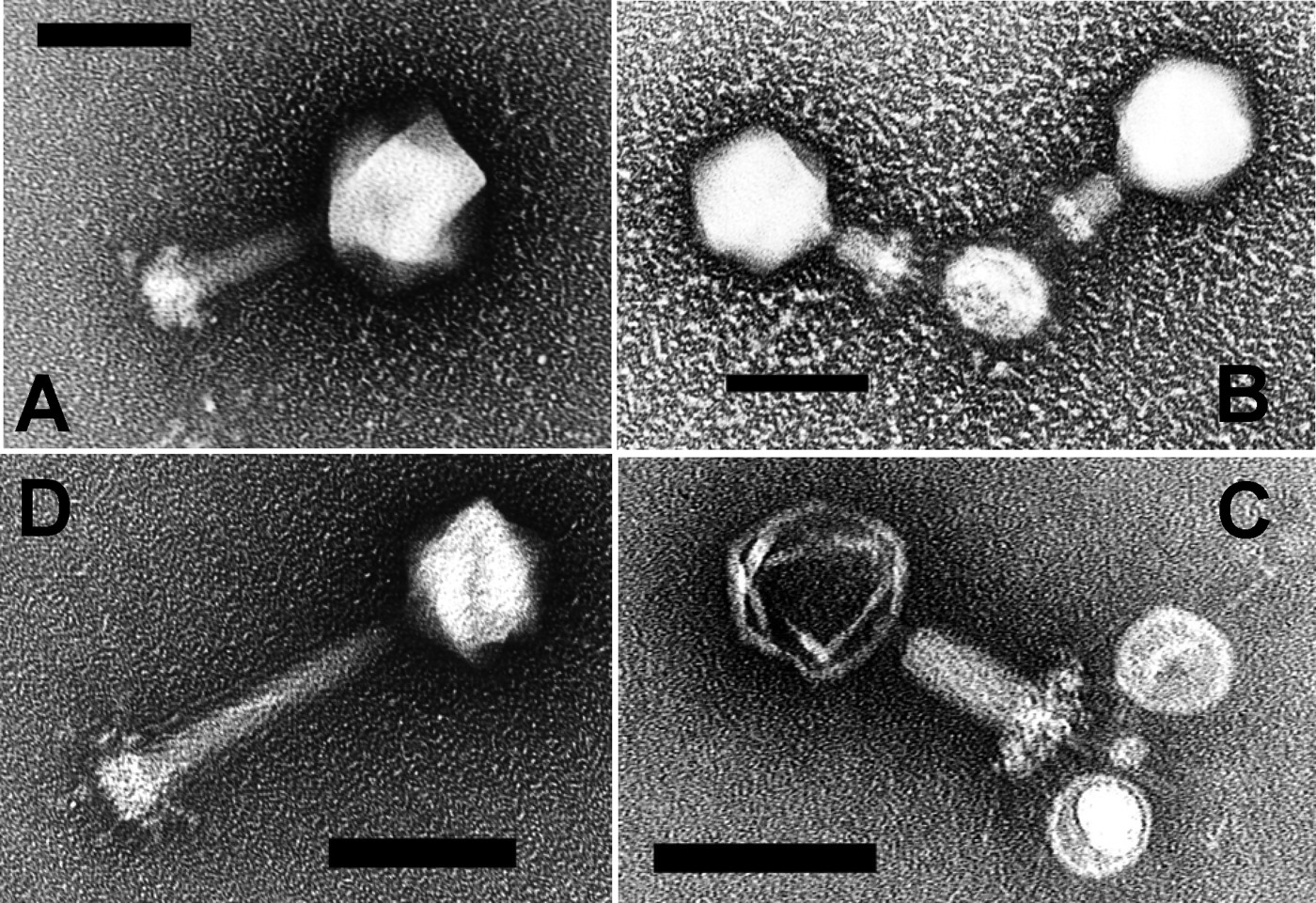
Prochlorococcus myoviruses

Un cianófago es un virus que infecta a las cianobacterias. El nombre se deriva a partir del término fago, para un virus cuyo blanco son las bacterias y cianobacterias para el tipo específico de bacteria que este virus utiliza para la replicación. Debido al importante papel de las cianobacterias como productores primarios en el mundo de los océanos, el estudio de su ecología fago es importante para el entendimiento global del ciclo del carbono.

## Otras lecturas
1. Clokie MR, Mann NH (Dec  de 2006). «Marine cyanophages and light». Environ Microbiol. 8 (12): 2074-82. PMID 17107549. doi:10.1111/j.1462-2920.2006.01171.x. (enlace roto disponible en Internet Archive; véase el historial, la primera versión y la última).
2. Mann NH (Apr  de 2003). «Phages of the marine cyanobacterial picophytoplankton». FEMS Microbiol Rev. 27 (1): 17-34. PMID 12697340. doi:10.1016/S0168-6445(03)00016-0.
3. Paul JH, Sullivan MB (Jun  de 2005). «Marine phage genomics: what have we learned?». Curr Opin Biotechnol. 16 (3): 299-307. PMID 15961031. doi:10.1016/j.copbio.2005.03.007.